# Olga Kurylenko
Olga Konstaninovna Kurylenko (Oekraïens: Ольга Костянтинівна Куриленко)  (Berdjansk, 14 november 1979) is een Frans model en actrice van Oekraïense afkomst.

## Carrière
Kurylenko werd ontdekt door een modellenscout toen ze op vijftienjarige leeftijd op vakantie was in Moskou. Voor haar modellencarrière verhuisde ze op haar zestiende van Oekraïne naar Parijs, waar ze in 1996 een contract tekende bij modellenbureau Madison. Later bemachtigde ze ook de Franse nationaliteit. Als model stond ze op de cover van Vogue, Elle, Madame Figaro en Marie Claire. Ook deed ze modellenwerk voor Roberto Cavalli en Victoria's Secret.
Met de Franse productie L'Annulaire maakte ze in 2005 haar filmdebuut. Voor haar rol in die film won ze een prijs op het Brooklyn International Film Festival van 2006. In 2007 speelde ze een hoofdrol in de actiefilm Hitman met Timothy Olyphant. Een jaar later was ze onder meer te zien als bondgirl Camille in de 22ste James Bondfilm Quantum of Solace. Voor deze rol werd ze genomineerd voor zowel een Saturn Award als een Empire Award.
In 2013 speelde ze naast Tom Cruise (Jack Harper) een hoofdrol in de science-fictionfilm Oblivion als zijn vrouw Julia Rusakova.